# بیلی مایر
ادوارد آلبرت مایر (به انگلیسی: Eduard Albert Meier) (زادهٔ ۳ فوریهٔ ۱۹۳۷) که بیشتر با نام مستعار بیلی شناخته می‌شود، بنیان‌گذار آیین یوفو است. او مدعی است برای اولین بار در سال ۱۹۴۲ هنگامی که پنج سال داشت موجودات فرازمینی-که آن‌ها را «پلِیادین» می‌نامد-با او تماس گرفته‌اند و این تماس‌ها بعداً در طول دوران زندگی‌اش ادامه پیدا کرده‌است. در دههٔ ۱۹۷۰ میلادی مایر برای اثبات ادعاهایش تعدادی صدای ضبط شده، فیلم و نمونه‌های فلز ارائه کرد.
مایر ادعا می‌کند هفتمین حلول زمینی پس از ۶ پیامبر مشترک در ادیان یهودیت، مسیحیت و اسلام خنوخ، الیاس، اشعیا، ارمیا، عیسی و محمد است.
صحت گفته‌های او بارها از جانب شک‌گراها و یوفولوژیست‌ها به چالش کشیده شده و آن‌ها معتقدند مایر برای تهیهٔ عکس‌هایی که ادعا می‌کند از سفینه‌های فضایی گرفته، از ماکت استفاده کرده‌است.